# Phyllophaga quetzala
Phyllophaga quetzala är en skalbaggsart som beskrevs av Moron 2001. Phyllophaga quetzala ingår i släktet Phyllophaga och familjen Melolonthidae. Inga underarter finns listade i Catalogue of Life.